# José Báguena Candela
José Báguena Candela (Valencia, 1924 - Valencia, 1992) fue un médico y político español. Licenciado en Medicina y Cirugía por la Universidad de Valencia en 1947 y también doctor. Amplió estudios en la Medicinische Universitätsklinik, de Zúrich (1951 y 1956). En 1967 fue catedrático de Patología y Clínicas Médicas y catedrático extraordinario de Genética Médica de la Facultad de Medicina de Valencia, desde 1969. Fue jefe del departamento de Genética del Instituto de Investigaciones Citológicas de la Caja de Ahorros y Monte de Piedad de Valencia y Vocal del Consejo Superior de Protección de Menores. Rector de la Universidad de Valencia en 1972-1976. En las elecciones generales españolas de 1979 fue senador por la UCD por la provincia de Valencia. En 1982 abandonó su actividad política para dedicarse a la medicina hasta que murió de un ataque al corazón en Valencia en 1992.